# 10 Minutes Gone
Pour plus de détails, voir Fiche technique et Distribution.
10 Minutes Gone ou Jeu de pouvoir au Québec, est un film d'action américain réalisé par Brian A. Miller, sorti en 2019.

## Synopsis
Frank Sullivan (Michael Chiklis), expert en cambriolage de banques, n'a jamais eu de problème de travail, jusqu'à ce que son frère soit tué lors d'un cambriolage. Assommé, Frank se réveille dans une ruelle sale sans se rappeler comment le braquage s'est mal passé ni qui a tiré sur son frère. Pour le patron de Frank, Lord Rex (Bruce Willis), responsable des crimes violents, rien de tout cela n'a d'importance. Il veut juste le butin que Frank n'a pas. A court de temps et d'informations, Frank doit découvrir quel membre de leur équipe les a trahis, éviter que le tueur à gages de Rex ne se rapproche de lui et localiser une mystérieuse mallette pour sauver sa peau et venger la mort de son frère.

## Fiche technique
- Titre original : 10 Minutes Gone
- Titre québécois : Jeu de pouvoir
- Réalisation : Brian A. Miller
- Scénario : Kelvin Mao et Jeff Jingle
- Musique : Josh Atchley
- Montage : Bob Mori et Michael Trent
- Décors : Georgia Schwab
- Costume : Rachel Stringfellow
- Production : Randall Emmett, George Furla, Mark Stewart, Lydia Hull et Shaun Sanghani
- Sociétés de production : EFO, MoviePass Films et Diamond Film Productions
- Société de distribution : Lionsgate (États-Unis), VVS Films (Canada), StudioCanal (France)
- Pays d'origine :  États-Unis
- Langue originale : anglais
- Format : couleur - 2.35:1
- Genre : action
- Durée : 89 minutes
- Dates de sortie :
  - États-Unis : 27 septembre 2019
  - France :
    - 14 novembre 2019 (1re diffusion à la télévision)
    - 10 juin 2020 (en DVD)

## Distribution
- Bruce Willis (VF : Patrick Poivey ; VQ : Jean-Luc Montminy) : Rex
- Michael Chiklis (VF : Emmanuel Jacomy ; VQ : Sylvain Hétu) : Frank Sullivan
- Meadow Williams (VF : Sybille Tureau ; VQ : Julie Beauchemin) : Claire
- Kyle Schmid (VF : Yann Sundberg ; VQ : François-Simon Poirier) : Griffin
- Texas Battle (VF : Eilias Changuel ; VQ : Stéphane Brulotte) : Richard
- Lydia Hull (VF : Olivia Luccioni ; VQ : Hélène Mondoux) : Ivory
- Swen Temmel (VF : Damien Ferrette ; VQ : Guillaume Champoux) : Baxter
- Joe Gelchion (VQ : Alain Zouvi) : Cap
- Sergio Rizzuto (VF : Damien Boisseau ; VQ : Kevin Houle) : Marshall

 Source et légende : version québécoise (VQ) sur Doublage.qc.ca 